# Porcataraneus
Porcataraneus là một chi nhện trong họ Araneidae.